# 羅克克里克 (伊利諾伊州亞當斯縣)
羅克克里克（英語：Rock Creek）是位於美國伊利諾伊州亞當斯縣的一個非建制地區。該地的面積和人口皆未知。

## 地理
羅克克里克的座標為40°02′45″N 91°23′59″W / 40.04583°N 91.39972°W，而該地的平均海拔高度為149米（即489英尺）。